# Latinamerikanska boomen
Den latinamerikanska boomen (Boom latinoamericano) var en litterär rörelse under 1960- och 1970-talen då en grupp relativt unga latinamerikanska författare blev allmänt kända i Europa och i världen. Boomen är mest förknippad med colombianen Gabriel García Márquez, mexikanen Carlos Fuentes, peruanen Mario Vargas Llosa och argentinaren Julio Cortázar, men den gjorde också äldre författare som Miguel Ángel Asturias, Jorge Luis Borges, Alejo Carpentier och Ernesto Sábato berömda. El boom-författarna var påverkade av europeisk och nordamerikansk modernism och utmanade de etablerade konventionerna för latinamerikansk litteratur. Deras verk är experimentella och, på grund av det politiska klimatet i Latinamerika på 1960-talet, ofta mycket politiska.
Den plötsliga och framgångsrika uppgången för författarna under 1960-talet berodde till stor del på att deras verk var bland de första latinamerikanska romanerna som publicerades i Europa, genom det spanska förlaget Seix Barral i Barcelona. Det oroliga och omvälvande 1950-talet i latinamerika med bland annat kubanska revolutionen var den politiska bakgrunden för boomens framväxt.
Boomen hade ett stort genomslag på flera plan. Dels var författarnas verk  nyskapande och banbrytande ur litterär synpunkt och dels blev latinamerikas kultur, historia och politiska konflikter mer kända över hela världen. Samtidigt fick författarna genom översättningar och internationell berömmelse en mycket större publik och inflytande över yngre generationers litteratur.
Historiska och politiska romaner av experimentellt och modernistiskt slag är typiska för boom-författarna. Magisk realism är ett särskilt kännetecken. Diktatorsromanen är en vanlig genre.

## Ursprung och viktiga verk
De flesta kritiker är överens om att boomen började någon gång på 1960-talet, men det råder oenighet om vilket verk som bör betraktas som den första boom-romanen. Vissa anser att boomen startade med romaner som Vargas Llosas Staden och hundarna (1962) och Julio Cortázars Hoppa hage (Rayuela, 1963). Men Augusto Roa Bastos Människosonen (1959) räknas emellertid också till boomen. Redan på 1940-talet fanns det viktiga föregångsverk som Miguel Ángel Asturias Presidenten (1946) och Alejo Carpentiers Riket av denna världen (1949). Andra föregångare var mexikanen Juan Rulfo och uruguayanen Juan Carlos Onetti. 
Kulmen för el boom nåddes 1967 med utgivningen av Gabriel García Márquez roman Hundra år av ensamhet. Andra betydande verk är Vargas Llosas Det gröna huset (1965) och Samtal i katedralen (1969), Roa Bastos diktatorsroman Jag, den högste (1974) och Fuentes väldiga Terra Nostra (1975). Till boomen hörde också en rad i Europa mindre uppmärksammade författare som chilenaren José Donoso, kubanen José Lezama Lima och mexikanen Fernando del Paso.

## De främsta företrädarna

### Julio Cortázar

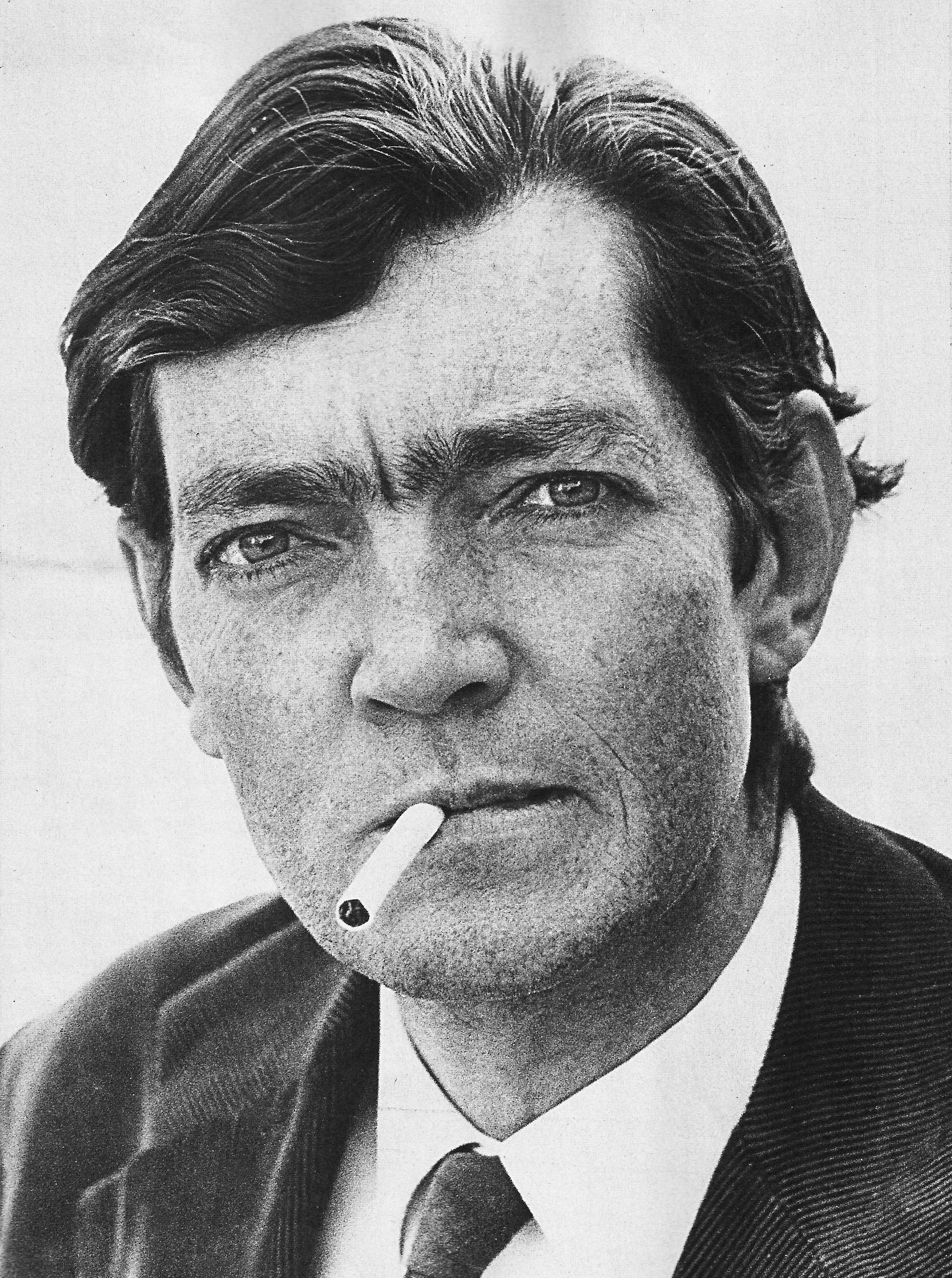
Julio Cortázar

Julio Cortázar föddes i Argentina 1914 och bodde med föräldrarna i Schweiz tills han flyttade till Buenos Aires vid fyra års ålder. Liksom andra boomförfattare växte Cortázar upp med att ifrågasätta politiken i sitt land och gick senare i exil. Han flyttade till Frankrike, där han tillbringade större delen av sitt yrkesliv och 1981 blev han fransk medborgare. Liksom García Márquez stödde Cortázar offentligt den kubanska Fidel Castro-regimen, Chiles president Salvador Allende och andra vänsterrörelser som Sandinisterna i Nicaragua. I hans fiktion saknas dock politiska inslag helt fram till utgivningen av den uttryckligen politiska romanen Libro de Manuel 1973.
Cortázar var influerad av Borges, liksom av Edgar Allan Poe. Han var den kanske mest radikalt experimentella av alla boom-författarna. Hans viktigaste verk, och det som gav honom internationellt erkännande, är den mycket experimentella romanen Hoppa hage (1963). Denna består av 155 kapitel som kan läsas i flera olika ordningsföljder.
Hans övriga verk består främst av novellsamlingar: Bestiario (1951), Final del juego (1956), Las armas secretas (1959), Todos los fuegos el fuego (1966). Han skrev också romaner som Los premios (1960) och den genremässigt svårdefinierade Historias de cronopios y de famas (1962). Cortázar avled 1984 i Paris.

### Carlos Fuentes

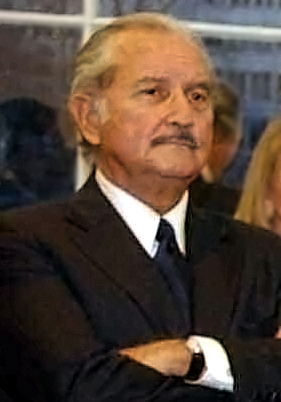
Carlos Fuentes

Carlos Fuentes debuterade som författare på 1950-talet. Han var son till en mexikansk diplomat och har bott i städer såsom Buenos Aires, Quito, Montevideo och Rio de Janeiro samt Washington D. C.. Hans erfarenheter av antimexikansk diskriminering i USA fick honom att utforska den mexikanska kulturen närmare. Hans roman Artemio Cruz död (1962) handlar om en tidigare mexikansk revolutionär på sin dödsbädd och skildrar händelserna ur olika personers perspektiv på ett innovativt sätt. Andra viktiga verk inkluderar Där luften är klarast (1958), Aura (1962), Terra Nostra (1975) och senare kortromanen Den gamle gringon (1985).
Fuentes skrev inte bara några av de viktigaste romanerna under perioden, utan gjorde också insatser som kritiker och publicist. 1955 grundade han tillsammans Emmanuel Carballo journalen Revista Mexicana de Literatura som introducerade europeiska modernister och Jean-Paul Sartres och Albert Camus idéer i latinamerika.  1969 publicerade han det viktiga kritiska arbetet La nueva novela hispanoamericana. Fuentes innehade positionen som professor i latinamerikansk litteratur vid Columbia University (1978) och vid Harvard (1987). Han avled år 2012.

### Gabriel García Márquez

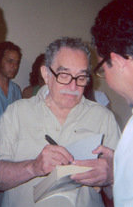
Gabriel García Márquez

Gabriel García Márquez är den kanske mest internationellt kända bland boomförfattarna. Han började som journalist och har skrivit många hyllade romaner, noveller och essäer, hans tidigaste publicerade skrifter var noveller i tidningen Bogotá El Espectador på 1940-talet.
Han är mest känd för romaner som Hundra år av ensamhet (1967) och Patriarkens höst (1975). Bland övriga verk märks bland andra Översten får inga brev (1962) och senare Kärlek i kolerans tid (1985). Han har hyllats av kritiker, framför allt för att han införde vad som är känt som magisk realism i den litterära världen, och har uppnått stor kommersiell framgång. García Márquez anses vara en av de viktigaste författarna under 1900-talet, vilket bekräftades när han tilldelades 1982 års Nobelpris i litteratur.

### Mario Vargas Llosa

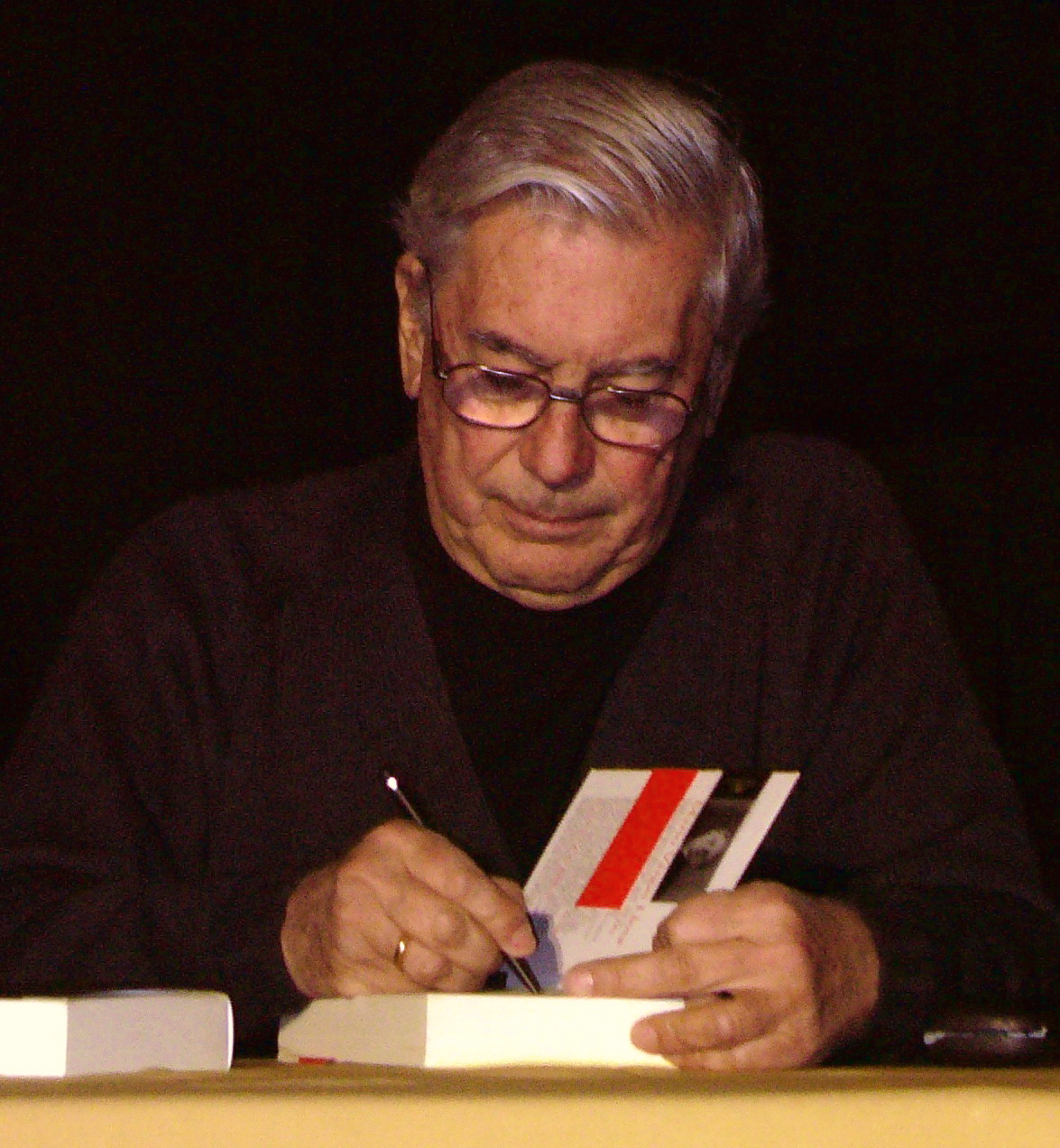
Mario Vargas Llosa

Mario Vargas Llosa är en peruansk-spansk författare, dramatiker, journalist och litteraturkritiker. Han studerade vid universitet i San Marcos i Lima och avlade sin doktorsexamen i latinamerikansk litteratur i Spanien med en avhandling om Gabriel García Márquez. Han slog igenom med romanen Staden och hundarna (1962) som är en svidande anklagelse mot grymhet och korruption i en peruansk militär akademi (och underförstått i det peruanska samhället).
Vargas Llosa skrev under perioden romaner som Det gröna huset (1965), Samtal i katedralen (1969), Pantaleón och soldatbordellen (1973) och den självbiografiska Tant Julia och författaren (1977). 1990 ställde han upp i det peruanska presidentvalet där han förlorade mot Alberto Fujimori. 2010 tilldelades han Nobelpriset i litteratur.

## Efter boomen
Fuentes, Garcia Márquez och Vargas Llosa fortsatte att ge ut framstående verk under flera decennier. De två senare belönades med Nobelpriset i litteratur. Under 1980-talet framträdde en ny generation internationellt uppmärksammade författare i boomens efterföljd som Isabel Allende, Manuel Puig, Cristina Peri Rossi och Giannina Braschi.